# 沙瓦讷叙莱唐
沙瓦讷叙莱唐（法語：Chavannes-sur-l'Étang，法語發音：[ʃavan syʁ letɑ̃] ⓘ）是法国上莱茵省的一个市镇，属于阿尔特基什区。

## 地名
与“sur”表示通常的“在……河畔”之意不同，该地名中“sur-l'Étang”意为“在池塘边”，且事实上在该地附近也并无“莱唐河”存在。

## 地理
沙瓦讷叙莱唐（47°37'54"N, 7°1'28"E）面积6.04 平方千米，位于法国大東部大區上莱茵省，该省份为法国东部内陆省份，是阿尔萨斯的一部分，今与下莱茵省组成了阿尔萨斯欧洲集体，其北临下莱茵省，西接孚日省，西南接贝尔福地区省，东侧沿莱茵河与德国相望，南与瑞士接壤。
与沙瓦讷叙莱唐接壤的市镇（或旧市镇、城区）包括：布雷绍蒙、瓦尔迪约-吕特朗、旧蒙特勒、方丹、富斯马涅、雷普、埃尔巴克。
沙瓦讷叙莱唐的时区为UTC+01:00、UTC+02:00（夏令时）。

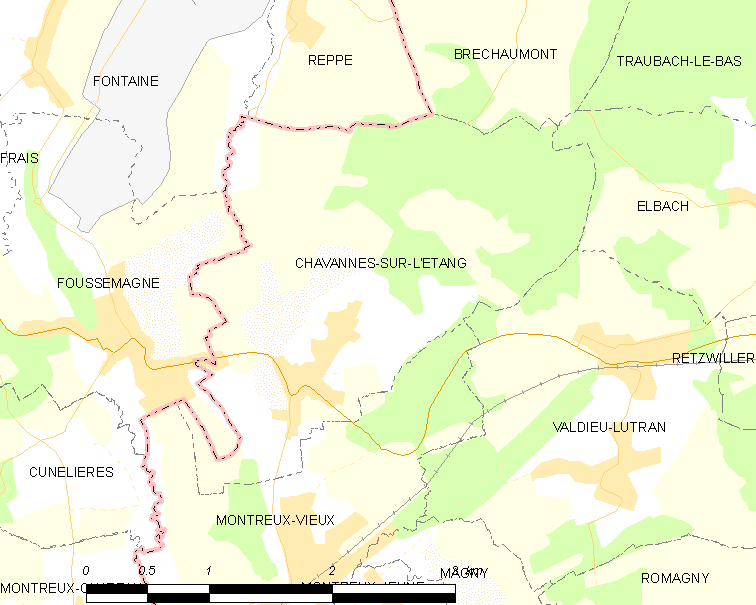
沙瓦讷叙莱唐的OSM定位图

## 行政
沙瓦讷叙莱唐的邮政编码为68210，INSEE市镇编码为68065。

## 政治
沙瓦讷叙莱唐所属的省级选区为马斯沃-尼德布吕克县。

## 人口

1962-2008年间沙瓦讷叙莱唐人口变化图示

沙瓦讷叙莱唐于2022年1月1日时的人口数量为655人。